# بیتسویل (ویرجینیا)
بیتسویل (به انگلیسی: Batesville) یک منطقهٔ مسکونی در ایالات متحده آمریکا است که در شهرستان البمارل ( ویرجینیا) واقع شده‌است. بیتسویل ۵۹ نفر جمعیت دارد و ۱۸۸٫۹۸ متر بالاتر از سطح دریا واقع شده‌است.